# Allium ivasczenkoae
Allium ivasczenkoae — вид трав'янистих рослин родини амарилісові (Amaryllidaceae), ендемік Казахстану. Вид названий на честь казахського ботаніка Анни Андріївни Іващенко.

## Опис
Кореневище коротке, 4–5 мм діаметром. Цибулин кілька, подовжено-яйцюваті, 2–2.5 см завдовжки, 5–9 мм діаметром з темно-бурими шкірястими зовнішніми і білими ребристими внутрішніми оболонками. Стебло пряме, голе, тонко-жолобчате, 50–75 см заввишки, 4–8 мм діаметром. Листок 1, неправильно 4-ребристі. Зонтик багатоквітковий, напівкулястий, 3–5 см діаметром. Листочки оцвітини 10–12 мм довжиною, блискучі, блідо-рожево-лілові, довгасто-ланцетні, загострені, з більш темною жилкою.

## Поширення
Ендемік Казахстану.
Населяє гори західного Алтая. 